# Primörer Dialekt
Der Primörer Dialekt ist ein Dialekt des Venetischen, der im Primörtal gesprochen wird.
Der Wortschatz ist überwiegend venetischen und ladinischen Ursprungs, außerdem wurden einige germanische Wörter während der langen habsburgischen Herrschaft übernommen.

## Beispiel
Der erste Artikel der Allgemeinen Erklärung der Menschenrechte
Tuti i òmeni i nas liberi e uguali in dignità e dirìti. I é boni de pensar e i à na cosiènẑa e i à de far fra de lori fà i fuse tuti frađèi.